# Ras El Ma (distrito)
Ras El Ma é um distrito localizado na província de Sidi Bel Abbès, Argélia.[carece de fontes?] Sua capital é a cidade de mesmo nome.

## Comunas
O distrito está dividido em três comunas:
- Ras El Ma
- Oued Sebaa
- Redjem Demouche